# Divizor de tensiune

Figura 1: Un simplu divizor de tensiune

În electronică, un divizor de tensiune  (de asemenea, cunoscut ca un divizor de potențial) este un circuit liniar pasiv care produce o tensiune de ieșire(Vout), care este o fracțiune din tensiunea de intrare (Vin). Divizarea tensiunii reprezintă rezultatul distribuirii tensiunii de intrare între componentele divizorului. Un exemplu simplu de divizor de tensiune îl reprezintă două rezistoare conectate în serie⁠(d), cu tensiunea de intrare aplicată pe perechea de rezistoare iar tensiunea de ieșire culeasă din punctul de legătură dintre ele.
Divizoarele rezistive de tensiune sunt frecvent utilizate pentru a crea tensiuni de referință, sau pentru a reduce amplitudinea tensiunii astfel încât acesta poate fi măsurată, și de asemenea, poate fi folosit ca atenuator de semnal la frecvențe joase. Pentru curent continuu și frecvențe relativ joase, un divizor de tensiune poate fi suficient de precis dacă este realizat numai din rezistoare; în cazul în care este nevoie de un răspuns în frecvență într-un interval larg (de exemplu într-un osciloscop), un divizor de tensiune poate avea elemente capacitive adăugate pentru a compensa capacitatea sarcinii. În transmiterea energiei electrice, un divizor de tensiune capacitiv este folosit pentru măsurarea tensiunilor înalte.

## Cazul general
Un divizor de tensiune față de împământare este creat prin conectarea a două impedanțe electrice în serie, ca în Figura 1. Tensiunea de intrare este aplicată celor două impedanțe Z1 și Z2 iar tensiunea de ieșire este culeasă de pe Z2.
Z1 și Z2 pot fi formate din orice combinație de elemente, cum ar fi rezistoare, inductoare și condensatori.
Dacă curentul în conductorul de ieșire este zero, atunci relația dintre tensiunea de intrare, Vin, și tensiunea de ieșire, Vout, este:
{\displaystyle V_{OUT}={Z_{2} \over Z_{1}+Z_{2}}\cdot V_{IN}}
Dovada (folosind Legea lui Ohm):
{\displaystyle V_{IN}=I\cdot (Z_{1}+Z_{2})}
{\displaystyle V_{OUT}=I\cdot Z_{2}}
{\displaystyle I={V_{IN} \over Z_{1}+Z_{2}}}
{\displaystyle V_{OUT}=V_{IN}\cdot {Z_{2} \over Z_{1}+Z_{2}}}
Funcția de transfer (de asemenea cunoscută sub numele de raportul de divizare a tensiunii) din acest circuit este:
{\displaystyle H={V_{OUT} \over V_{IN}}={Z_{2} \over Z_{1}+Z_{2}}}
În general, această funcție de transfer este o funcție complexă, rațională a frecvenței.

## Exemple

### Divizor rezistiv

Figura 2: Simplu divizor de tensiune rezistiv

Un divizor rezistiv este cazul în care ambele impedanțe, Z1 și Z2, sunt pur rezistiv2 (Figura 2).
Substituind Z1 = R1 și Z2 = R2 în expresia anterioară obținem:
{\displaystyle V_{OUT}={R_{2} \over R_{1}+R_{2}}\cdot V_{IN}}
Dacă R1 = R2 atunci
{\displaystyle V_{OUT}={1 \over 2}\cdot V_{IN}}
Dacă Vout=6V și Vin=9V (cel mai des utilizate tensiuni), atunci:
{\displaystyle {V_{OUT} \over V_{IN}}={R_{2} \over R_{1}+R_{2}}={6 \over 9}={2 \over 3}}
și prin rezolvare folosind algebra, R2 trebuie să fie de două ori valoarea R1.
Rezolvarea pentru R1:
{\displaystyle R_{1}={{R_{2}\cdot V_{IN}} \over V_{OUT}}-R_{2}=R_{2}\cdot {\Bigr (}{V_{IN} \over V_{OUT}}-1{\Bigl )}}
Rezolvarea pentru R2:
{\displaystyle R_{2}=R_{1}\cdot {1 \over {\Bigr (}{V_{IN} \over V_{OUT}}-1{\Bigl )}}}
Orice raport Vout/Vîn mai mare de 1 nu este posibil. Adică folosind doar rezistori nu este posibil fie să se inverseze tensiunea sau să crească Vout peste Vîn.

### Filtru RC trece-jos

Figura 3: Divizor de tensiune rezistor/condensator

Să considerăm un divizor format dintr-un rezistor și condensator ca în Figura 3.
Comparativ cu cazul general, vedem că Z1 = R și Z2 este impedanța condensatorului, dată de:
{\displaystyle Z_{2}=-jX_{C}={1 \over j\omega C}}
unde XC este reactanța condensatorului, C este capacitatea electrică a condensatorului, j este unitatea imaginară, și ω (omega) este frecvența unghiulară⁠(d) a tensiunii de intrare.
Acest divizor va avea raportul de tensiuni:
{\displaystyle {V_{OUT} \over V_{IN}}={Z_{2} \over Z_{1}+Z_{2}}={{1 \over j\omega C} \over {1 \over j\omega C}+R}={1 \over 1+j\omega RC}}
Produsul τ (tau) = RC se numește constanta de timp⁠(d)  a circuitului.
Raportul depinde de frecvență, care în acest caz este descrescător odată cu creșterea frecvenței. Acest circuit este de fapt, un filtru trece jos⁠(d) de bază (de ordinul întâi). Raportul conține un număr imaginar, și de fapt conține atât informația de amplitudine cât și defazajul⁠(d) filtrului. Pentru a extrage doar amplitudinea, se calculează magnitudinea⁠(d) raportului, care este:
{\displaystyle {\begin{vmatrix}{V_{OUT} \over V_{IN}}\end{vmatrix}}={1 \over {\sqrt {1+(\omega RC)^{2}}}}}

### Divizor inductiv
Divizoarele inductive împart tensiunea alternativă de intrare în funcție de inductanță:
{\displaystyle V_{OUT}={L_{2} \over L_{1}+L_{2}}\cdot V_{IN}}
Ecuația de mai sus este pentru inductanțe ce nu interacționează; inductanța mutuală (ca într-un autotransformator⁠(d)) va modifica rezultatele.
Divizoarele inductive împart tensiunea continuă de intrare în funcție de rezistența elementelor ca în cazul divizorului rezistiv de mai sus.

### Divizor capacitiv
Prin divizoarele capacitive nu trece tensiunea continuă de intrare.
Pentru o tensiune alternativă de intrare o ecuația capacitivă simplă este:
{\displaystyle V_{OUT}={C_{1} \over C_{1}+C_{2}}\cdot V_{IN}}
Orice scurgere de curent în elementele capactive necesită utilizarea expresiei generalizate cu două impedanțe. Prin selectarea elementelor paralele R și C în proporții corespunzătoare, același raport de divizare poate fi menținut pe o gamă utilă de frecvențe. Acesta este principiul care se aplică în sondele compensate pentru osciloscop pentru a crește lățimea de bandă măsurată.

## Efect de încărcare
Tensiunea de ieșire a unui divizor de tensiune va varia în funcție de curent electric care este furnizat sarcinii electrice externe. Impedanța efectivă a sursei provenind de la divizorul Z1 și Z2, ca mai sus, va fi Z1 , în paralel⁠(d) cu Z2 (uneori scris Z1 // Z2), care este: (Z1 Z2) / (Z1 + Z2)=HZ1.
Pentru a obține o tensiune de ieșire suficient de stabilă, curentul de ieșire trebuie să fie stabil (și astfel să fie parte din calculul valorilor divizorului de potențial) sau limitat la un procent mic apropiat curentului de intrare a divizorului. Sensibilitatea sarcinii poate fi diminuată prin reducerea impedanței ambelor jumătăți ale divizorului, deși acest lucru crește curentul de intrare al divizorului și rezultă un consum mai mare de energie (și pierdere de căldură) în divizor. Regulatoare de tensiune sunt adesea folosite în loc de divizoare pasive de tensiune, atunci când este necesar să se adapteze la curenți de sarcină mari sau fluctuanți.

## Aplicații
Divizoarele de tensiune sunt utilizate pentru ajustarea nivelului unui semnal, pentru polarizarea dispozitivelor active din amplificatoare și pentru măsurarea tensiunilor. O punte Wheatstone și un multimetru ambele includ divizoare de tensiune. Un potențiometru⁠(d) este folosit ca un divizor variabil de tensiune în controlul volumului în multe radiouri.

### Senzor de măsurare
Divizoarele de tensiune pot fi folosite pentru a permite unui microcontroler să măsoare rezistența unui senzor. Senzorul este conectat în serie cu o rezistență cunoscută pentru a forma un divizor de tensiune și o tensiune cunoscută este aplicată la capătul celălalt al divizorului. Convertorul analog-digital al microcontrolerului este conectat la punctul centrul al divizorului, astfel încât se poate măsura tensiunea de mijloc, și cu ajutorul tensiunii măsurate și al rezistenței și tensiunii cunoscute, poate calcula rezistența senzorului.
Un exemplu, care este frecvent utilizat implică un potențiometru (rezistor variabil) ca unul dintre elementele rezistive. Atunci când axul potențiometrului este rotit, rezistența fie crește fie scade, schimbarea rezistență corespunzând schimbării unghiulare a axului. Dacă este cuplat cu o tensiune de referință stabilă, cu tensiunea de ieșire poate fi alimentat un convertor analog-digital iar un afișaj poate arăta unghiul. Astfel de circuite sunt utilizate frecvent în citirea  butoanelor de control. Rețineți că potențiometrul trebuie să aibă o cursă liniară.

### Măsurarea înaltei tensiuni

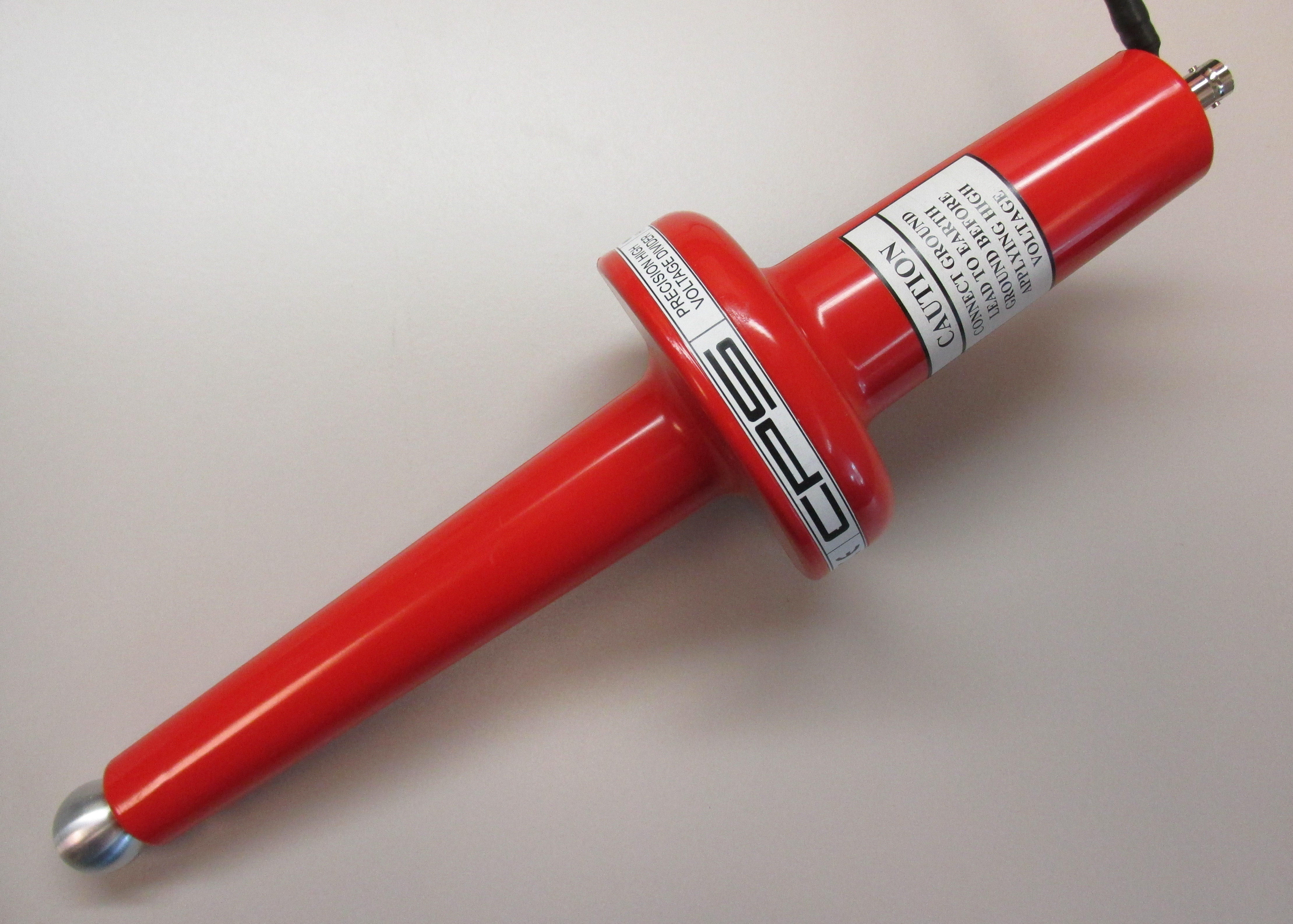
Sondă divizoare rezistivă de înaltă tensiune

Un divizor de tensiune poate fi folosit pentru a reduce o tensiune înaltă⁠(d) , astfel încât aceasta poate fi măsurată cu un voltmetru. Înalta tensiune este aplicată la celălalt capăt al divizorului, iar ieșirea divizorului - care scoate o tensiune joasă în domeniul de intrare al aparatului - este măsurată de aparat. Sondele divizoare rezistive de înaltă tensiune concepute special pentru acest scop, pot fi utilizate pentru a măsura tensiuni de până la 100 kV. Rezistoare speciale de înaltă tensiune sunt utilizate în astfel de sonde, deoarece ele trebuie să fie capabile de a tolera tensiunile mari de intrare, și pentru a produce rezultate corecte, trebuie să fi compensat coeficienții de temperatură⁠(d) și cei de foarte joasă tensiune. Sondele cu divizor capacitiv sunt folosite de obicei pentru tensiuni de peste 100 kV, deoarece căldură cauzată de pierderile de putere în sondele cu divizor rezistiv ar putea fi excesivă la astfel de tensiuni înalte.

### Modificarea nivelului logic
Un divizor de tensiune poate fi folosit ca un schimbător brut de nivel logic, pentru a interfața două circuite care folosesc tensiuni diferite de operare. De exemplu, unele circuite logice funcționează la 5V în timp ce altele funcționează la 3.3 V. Interfațând direct o ieșire logică de 5V la o intrare de 3.3 V, poate provoca daune permanente circuitului de 3.3 V. În acest caz, un divizor de tensiune cu un raport la ieșire de 3.3/5 ar putea fi utilizate pentru a reduce semnalul de 5V la 3.3 V, pentru a permite circuitellor să funcționeze fără a deteriora circuitul de 3.3 V. Pentru ca acest lucru să fie posibil, impedanța sursei de 5V și a celei de intrare de 3.3 V trebuie să fie neglijabilă, sau acestea trebuie să fie constante iar valorile divizorului rezistiv trebuie să țină cont de impedanțele lor. Dacă impedanța de intrare este capacitivă, un divizor pur rezistiv va limita datele. Acest lucru poate fi aproximativ depășit prin adăugarea unui condensator în serie cu rezistorul de sus, pentru a face ambele picioare ale divizorului atât capacitive precum și rezistive.

## Legături externe
- Separator de Circuite și Legile lui Kirchhoff capitolul de Lecții În Circuitele Electrice Vol 1 DC ebook gratuit și Lecții În Circuitele Electrice de serie.
- Tensiune și Curent Separatoare: ceea Ce Sunt și ceea Ce Fac Ei
- SparkFun divizor de tensiune tutorial
- Divizor de tensiune tutorial video HD
- Divizor de tensiune calculator
- O Lume Reală Divizor De Tensiune Calculator
- Divizor De Tensiune Calculator